# Emma Leavitt-Morgan

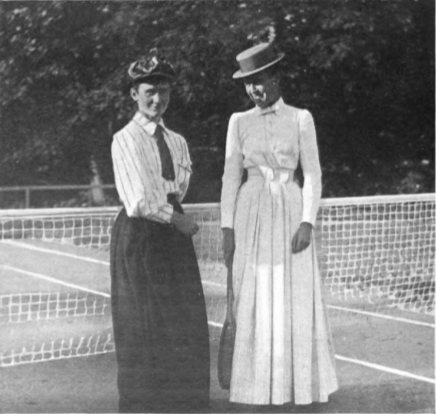
Leavitt-Morgan (r.), daneben Marbel Cahill

Emma Leavitt-Morgan (* 22. Mai 1865; † 29. Dezember 1956) war eine US-amerikanische Tennisspielerin.

## Leben
Emma Leavitt wurde 1865 geboren. Am 22. Januar 1885 heiratete sie in der St. Thomas Church in New York William Fellowes Morgan. Im Jahr 1891 gewann sie an der Seite der Irin Mabel Cahill das Damendoppel bei den US-amerikanischen Tennismeisterschaften. Im Finale besiegten sie die Vorjahressiegerinnen Ellen und Grace Roosevelt in drei Sätzen mit 2:6, 8:6, 6:4. Im Einzel schied sie gegen Adelaide Clarkson in der ersten Runde mit 2:6 und 5:6 aus.
Leavitt-Morgan starb 1956 und wurde auf dem Green-Wood Cemetery in Brooklyn begraben.